# Cleisostoma
Genre
Classification phylogénétique
Cleisostoma est un genre de la famille des Orchidaceae.

## Synonymes
- Carteretia A. Rich.
- Echinoglossum Blume
- Sarcanthus Lindl.

## Répartition
Asie tropicale, depuis l'Inde jusqu'en Australie.

## Liste des sous-taxons
Sections: Cleisostoma sect. Cleisostoma – Cleisostoma sect. Complicatum – Cleisostoma sect. Echioglossum – Cleisostoma sect. Gastrochilopsis – Cleisostoma sect. Mitriformes – Cleisostoma sect. Paniculatum – Cleisostoma sect. Pilearia – Cleisostoma sect. Pterogyne – Cleisostoma sect. Subulatum – Cleisostoma sect. Teretisculum

### Liste partielle d'espèces
| - Cleisostoma appendiculatum - Cleisostomaarietinum - Cleisostoma aspersum - Cleisostoma bicorne - Cleisostoma crassifolium - Cleisostoma crochetii - Cleisostoma dichroanthum - Cleisostoma discolor - Cleisostoma filiforme - Cleisostoma halophilum - Cleisostoma longi-folius - Cleisostoma lowii - Cleisostoma pachyfolium - Cleisostoma pachyphyllus - Cleisostoma pallidus - Cleisostoma paniculatum - Cleisostoma parishii | - Cleisostoma pendulata - Cleisostoma racemiferum - Cleisostoma ramosum - Cleisostoma recurvum - Cleisostoma rolfeanum - Cleisostoma rostratum - Cleisostoma sagittatum - Cleisostoma sagittiforme - Cleisostoma simondii - Cleisostoma strongyloides - Cleisostoma subulatum - Cleisostoma tenuifolium - Cleisostoma teretifolium - Cleisostoma termissus - Cleisostoma tridentatus - Cleisostoma uraiensis - Cleisostoma williamsonii |